# Domanów
Domanów (deutsch: Thomasdorf) ist ein Ort in der Landgemeinde Marciszów im Powiat Kamiennogórski in der Woiwodschaft Niederschlesien in Polen. Der Ort liegt zwischen dem Bober-Katzbach-Gebirge und dem Waldenburger Bergland.

## Sehenswürdigkeiten
Die römisch-katholische Filialkirche Christi Himmelfahrt (polnisch Kościół filialny pw. Wniebowstąpienia Pańskiego) ist eine denkmalgeschützte Saalkirche wahrscheinlich aus der zweiten Hälfte des 16. Jahrhunderts. Sie war zuerst evangelisch, ab 1645 katholisch. Der Turm wurde 1732 aufgestockt, der barocke Hauptaltar stammt vom Ende des 17. Jahrhunderts. Das Gebäude wurde 1877 renoviert.

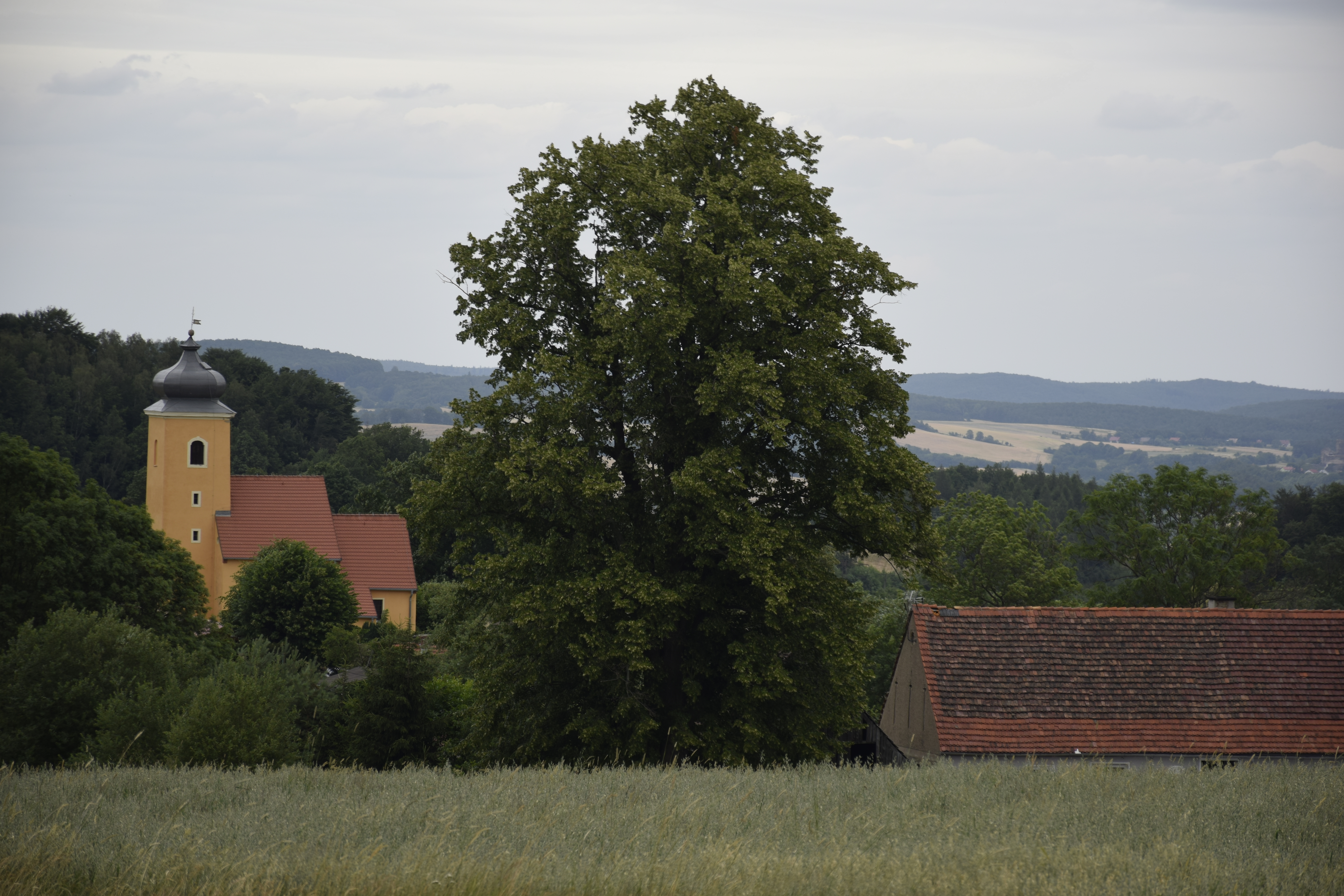
Blick auf Domanów
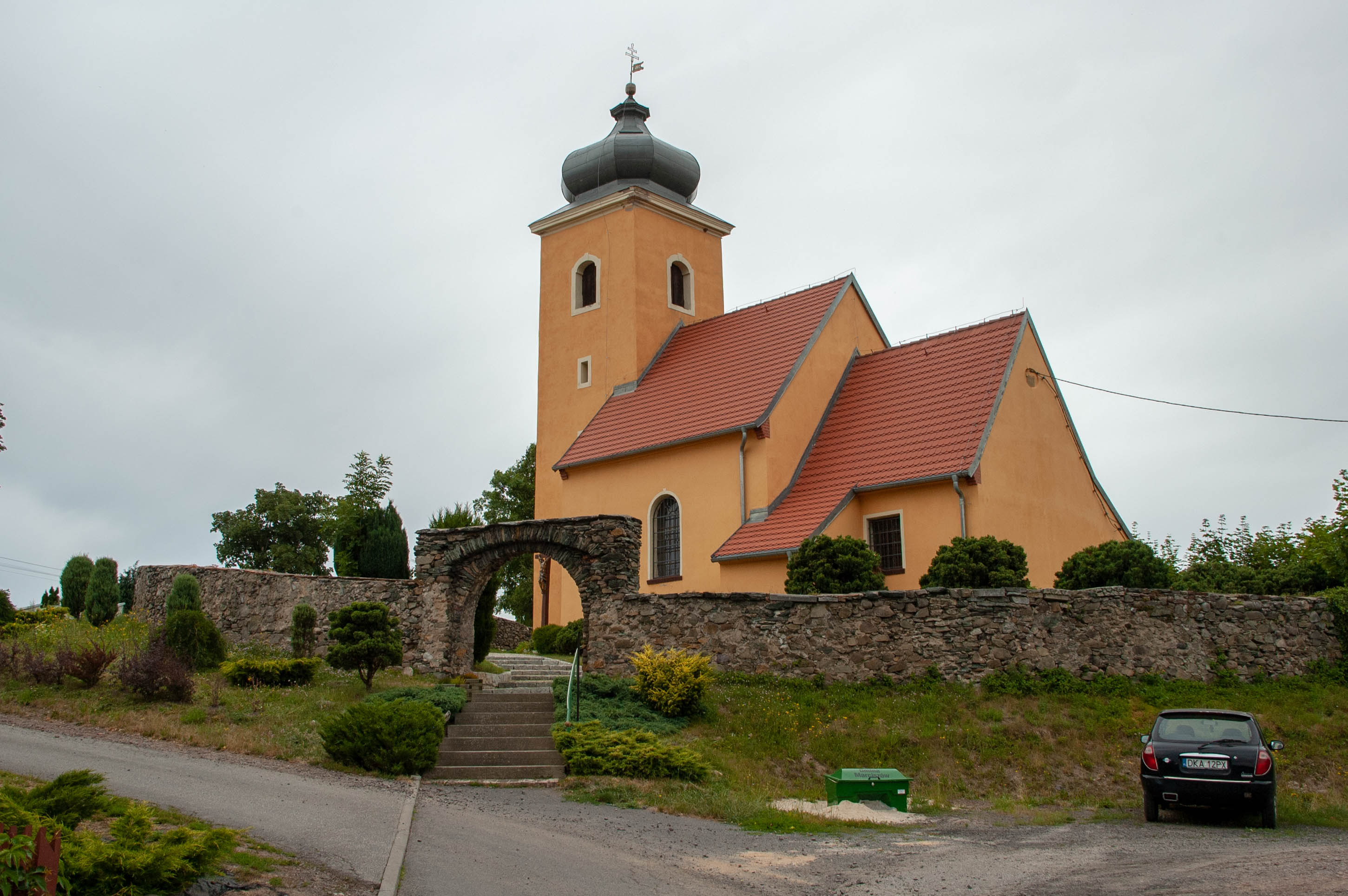
Kirche Christi Himmelfahrt
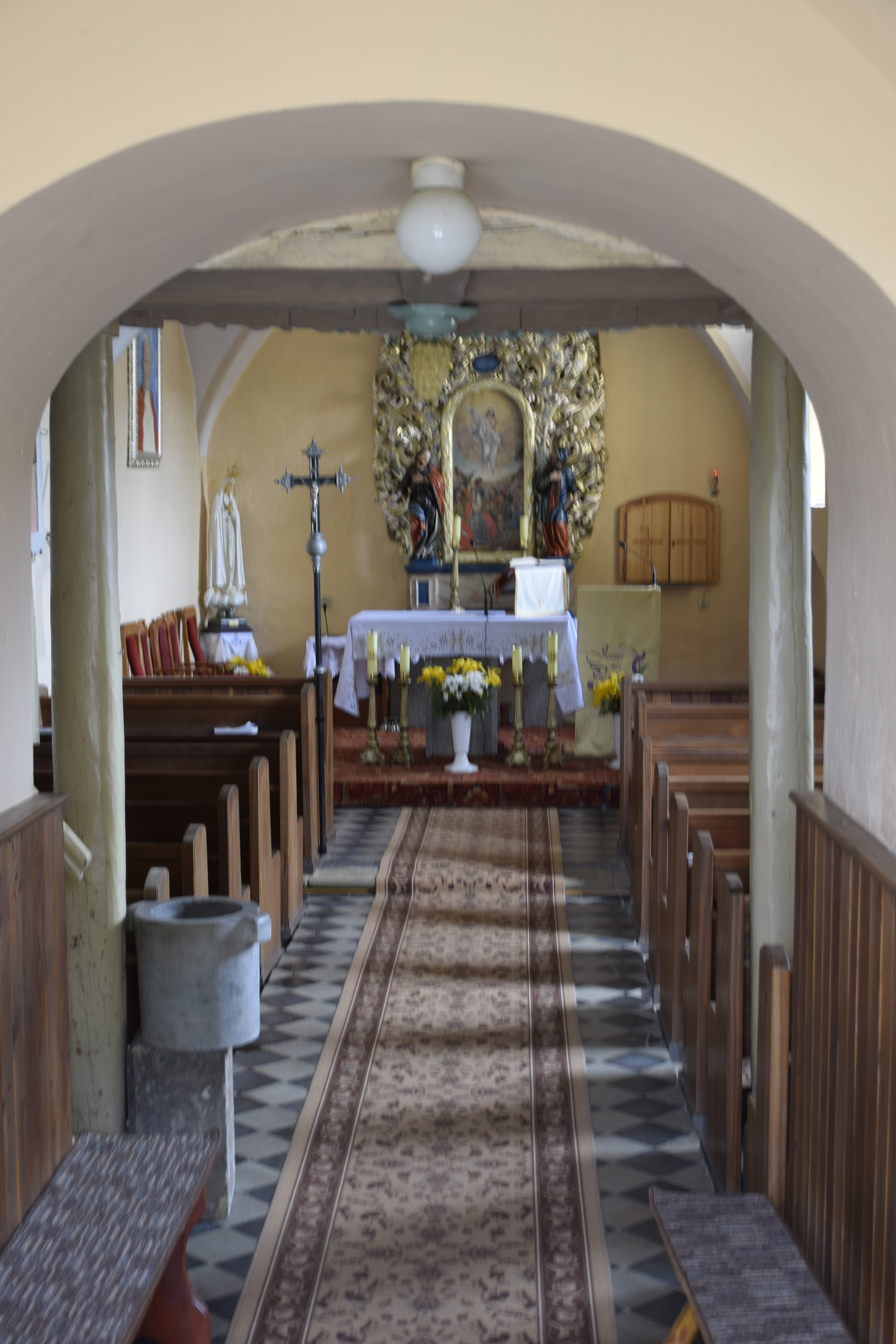
Das Kircheninnere